# (38629) 2000 ER173
2000 ER173 (asteroide 38629) é um asteroide da cintura principal. Possui uma excentricidade de 0.23031190 e uma inclinação de 14.59857º.
Este asteroide foi descoberto no dia 4 de março de 2000 por LINEAR em Socorro.